# 本頓鎮區 (伊利諾伊州富蘭克林縣)
本頓鎮區（英語：Benton Township）是位於美國伊利諾伊州富蘭克林縣的一個行政鎮區。

## 地方資料
根據2010年美國人口普查的數據，本頓鎮區的面積為95.10平方千米，當中陸地面積為93.60平方千米，而水域面積為1.50平方千米。當地共有人口8832人，而人口密度為每平方千米92.87人。